# 唐指山水库
40°16′36″N 116°48′12″E / 40.2766892°N 116.8034131°E
唐指山水库是位于北京市顺义区木林镇唐指山村的水库，水源来自密云水库。
1958年建成。总库容537万立方米，库区面积1.2平方公里，控制流域面积16平方公里。有主坝、输泄水洞、溢洪道和副坝。主坝为土质，最大坝高14米，顶长137.5米。